# Autostrada A25
Die Autostrada A25 (italienisch für ‚Autobahn A25‘), auch Autostrada dei Parchi genannt, ist eine Autobahn in Mittelitalien. Sie führt von Torano nach Chieti und ist 114 km lang.

## Verlauf

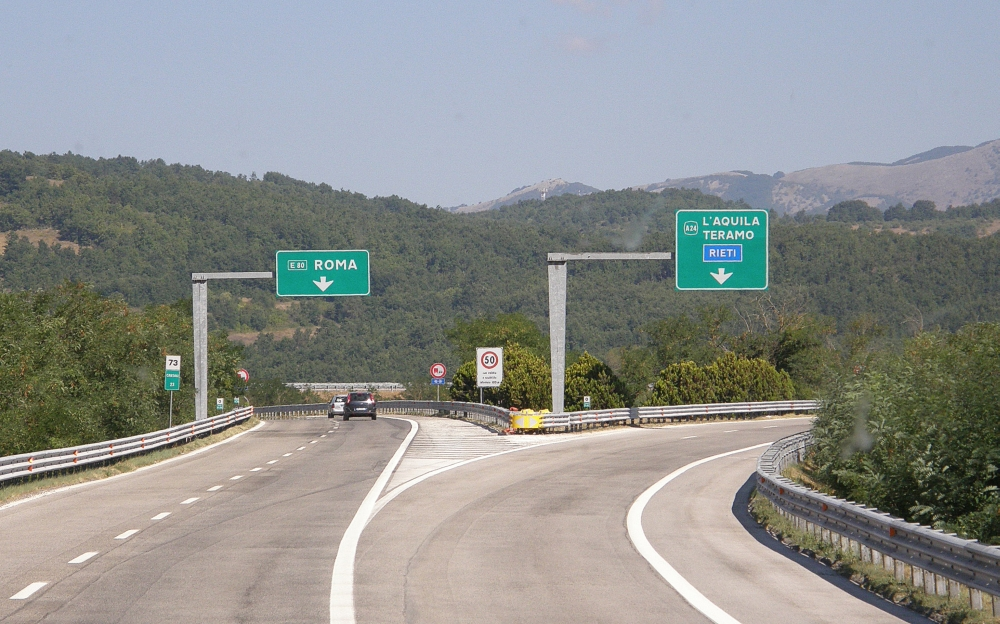
Die Autobahn am Knoten bei Torano

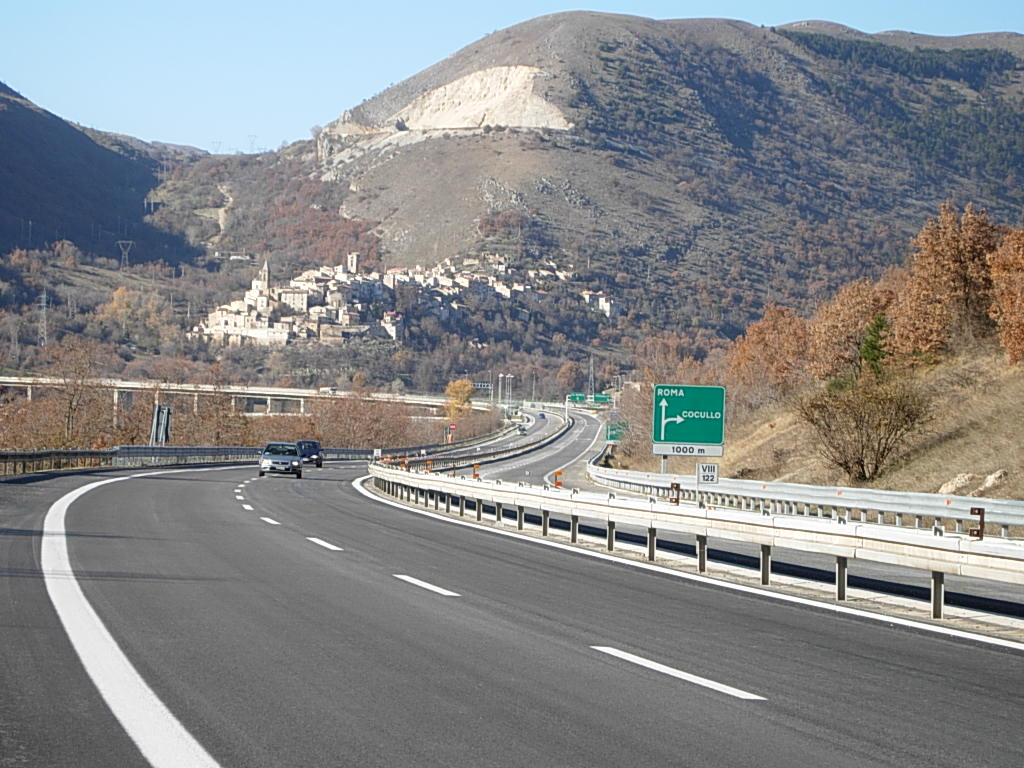
Die A25 bei der Anschlussstelle Cocullo

Die A25 ist die Fortsetzung der Autobahn A24, von der sie abzweigt. Deshalb beginnt ihre Kilometrierung auch nicht bei KM 0, sondern bei KM 73. Sie verbindet gemeinsam mit dieser Rom mit Pescara an der Adriaküste. Dabei durchquert sie den Abruzzischen Apennin.
Die Autobahn beginnt bei Torano, wo sie von der A24, die nach Teramo führt, abzweigt. Sie verläuft ostwärts vorbei an Avezzano, wo sie durch den Talkessel Piana del Fucino, wo sich früher der Fuciner See befand, verläuft. Bei Celano erreicht die Autobahn wieder gebirgigeres Terrain. Zwischen Pescina und Cocullo befindet sich auch der längste Tunnel der Strecke, der S. Domenico  mit einer Länge von 4.567 m.
Anschließend wendet sich die Autobahn nordwärts und führt an den Städten Sulmona und  Popoli vorbei. In ihrem letzten Abschnitt folgt die A25 den Fluss Pescara bis nach Chieti nahe der Hafenstadt Pescara. Hier endet sie an der A14, die von Bologna über Pescara bis nach Tarent verläuft.

## Geschichte
Die Autobahn wurde in mehreren Abschnitten errichtet. Der erste Abschnitt zwischen Torano und Avezzano wurde am 14. September 1969 eröffnet. 1970 erfolgte der Abschnitt zwischen Pescara und Manoppello. Am 28. Juli 1973 wurde der Abschnitt zwischen der SS 5 und Manopello den Verkehr übergeben. Die Strecke zwischen Scafa und der SS 5 folgte am 1. Januar 1975. Weitere Abschnitte wurden 1976 (Torre dei Passi-Bussi sowie Avezzano-Celano) sowie 1977 (Bussi - Torre dei Passeri) eröffnet.
Am 6. Mai 1978 wurde die Strecke zwischen Celano und Cocullo freigegeben. Der letzte Abschnitt wurde am 7. August 1978 zwischen Cocullo und Popoli eröffnet. Seitdem ist die Autobahn in voller Länge befahrbar.

## Maut und Verwaltung
Die Autobahn ist in ihrer gesamten Länge mautpflichtig.
Betreiber ist die Strada dei Parchi SPA. Zwischen Juli 2022 und 2023 wurde der gesamte Abschnitt von der staatlichen Autobahngesellschaft ANAS verwaltet.

## Ausbauzustand
Die A25 ist in der gesamten Strecke vierspurig (2 Fahrstreifen pro Richtung) ausgebaut.
Obwohl die Autobahn durch das bergige Gebiet des Apennin verläuft, weist die A25 nur fünf Tunnel auf. Der längste der Strecke ist der S. Domenico  mit einer Länge von 4.567 m. Die Gesamtlänge der in Tunnel verlaufenen Strecke beträgt 6.645 m (Richtung Pescara) und 6.599 m (Richtung Torano).
Außerdem weist die Autobahn einige Brücken auf. Die längste ist die Gole di Popoli mit einer Länge von 1,9 km in beide Fahrtrichtungen.